# Synsnake
Synsnake (koreanisch 신스네이크) ist eine im Jahr 2015 gegründete Rockband aus Seoul.

## Geschichte
Gegründet wurde Synsnake im Jahr 2015 in der südkoreanischen Hauptstadt Seoul und besteht nach mehreren Besetzungswechseln aus den dem Sängerpaar Sungmin Cho (Screaming) und Serah Oh (Klargesang) sowie aus Gitarrist Randy Jaemin Kim, Bassist Hyunjae Choi und Schlagzeuger Eero.
Im Jahr 2016 veröffentlichte die Gruppe ein Demo-Mixtape sowie mit Revelaction und Abstraction zwei EPs, die allesamt aus eigener Tasche finanziert und in Eigenregie veröffentlicht wurden.
Erst am 26. Mai 2021 veröffentlichte die Gruppe mit Fluxus ihr Debütalbum beim südkoreanischen Label Watch Out! Records. Das Mastering und Mixing übernahm Jeff Dunne, der bereits mit Born of Osiris, Crystal Lake und Chelsea Grin zusammen arbeitete.
Die Gruppe veröffentlichte Coverversionen der Lieder Kingslayer von Bring Me the Horizon und Pump It! von Electric Callboy und produzierte zu beiden Liedern jeweils ein Musikvideo.
Im Jahr 2018 spielte die Band im Rahmen eines Konzertwochendes unter anderem mit Noeazy, Vassline und Allegiance Reign aus Japan. Im April des Jahres 2023 spielten Synsnake auf dem RockFest in Vietnam.

## Stil
Synsnake kombinieren verschiedenste Musikrichtungen von K-Pop über Trance- bis hin zum Metalcore miteinander und kreierten die musikalische Eigenbeschreibung „K-Popcore“.
Musikalisch wurde die Gruppe am ehesten mit der südkoreanischen Metalcore-Band Messgram verglichen. Prägend ist der wechselhafte Gesang von Sungmin Cho und Serah Oh, welcher sich von Screamings bis zum Klargesang erstreckt.

## Diskografie
- 2016: Demo-Mixtape (Demo, Selbstverlag)
- 2016: Revelaction (EP, Selbstverlag)
- 2016: Abstraction (EP, Selbstverlag)
- 2021: Fluxus (Album, Watch Out! Records)